# Die Brücke

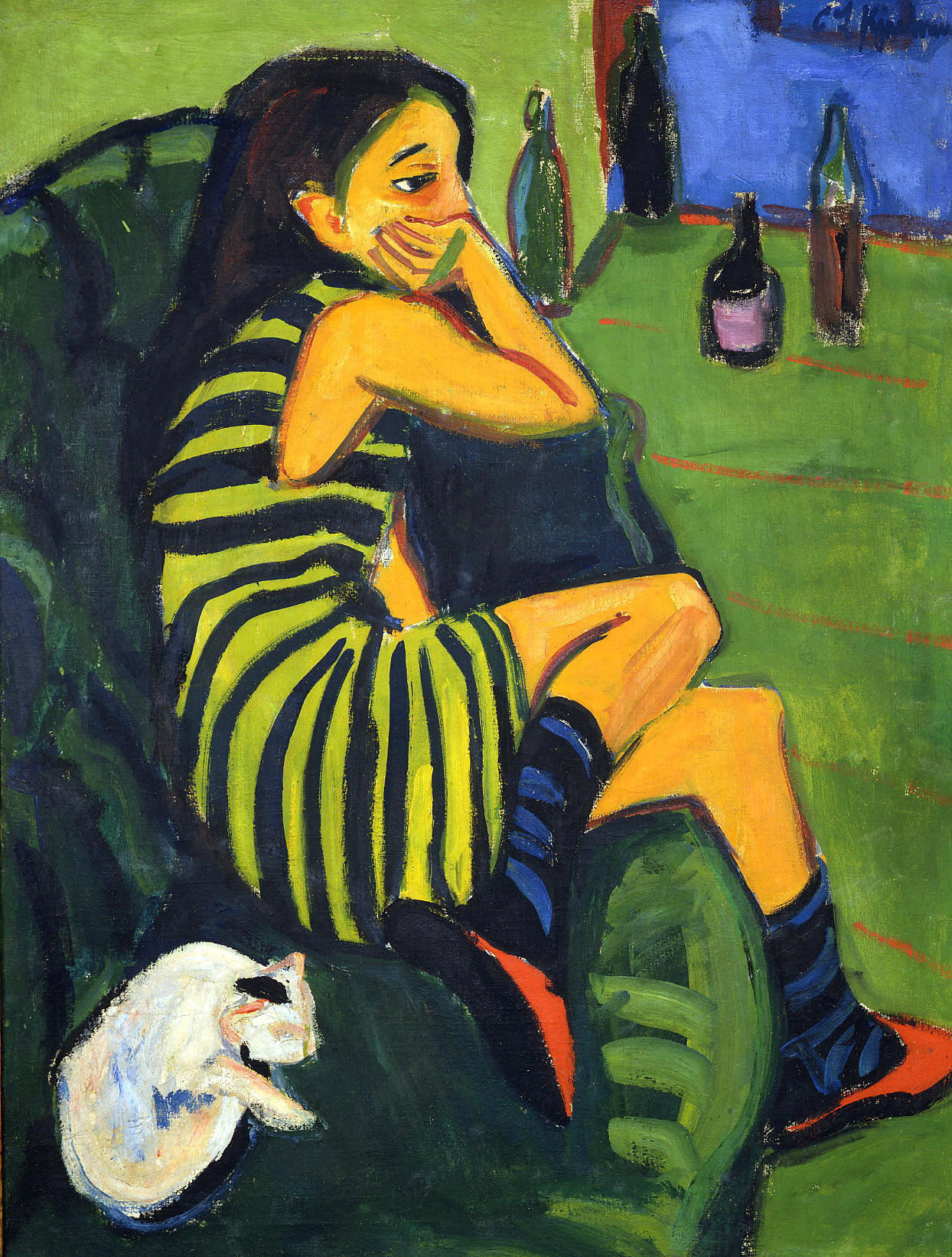
Ernst Ludwig Kirchner — Artistin (Marzella) – Artistă (Marzella) - 1910

Brücke, numit și "KG Brücke" (traducerea din germană - Podul sau Puntea) a fost o grupare artistică fondată la 7 iunie 1905 la Dresda de către Ernst Ludwig Kirchner, Fritz Bleyl, Erich Heckel și Karl Schmidt-Rottluff, pe atunci studenți la secția de arhitectură a Institutului politehnica, și, apoi, dizolvată în mai 1913 în Berlin. Apărută cam în același timp cu fauvismul francez, gruparea artistică din Dresda se înscrie, cu note proprii, între reacțiile pe care le cunoaște începutul de secol în dorința găsirii unor drumuri noi în artă.

## Denumire
Cuvântul „Brücke” (germană - „punte”) provine din introducerea operei lui Nietzsche „Also sprach Zarathustra” („Așa grăit-a Zarathustra”): „Iată ce este mare într-un om: faptul că reprezintă o punte, nu un scop.” Pe fondul general al îndepărtării de arta academistă, de arta naturalistă, de euforia decorativă din La belle époque, artiștii germani ai epocii pun accentul pe viața interioară, pe emoție, evoluând spre o viziune expresionistă.
La grupul "Die Brücke" au aderat în anii următori și alți artiști: germanii Emil Nolde, Otto Mueller și Max Pechstein, elvețianul Cuno Amiet, finlandezul Axeli Gallen-Kallela, olandezul Kees van Dongen. Membrii grupului studiau, la Muzeul etnografic, arta primitivă, arta populară a vechilor civilizații din insulele oceanice, sculptura Africii negre. În acest „stil primitiv,” culorile sunt incandescente, proaspete, desenul este dinamic. Totul converge spre a marca trăirea patetică a realului. Între orientarea artiștilor de la "Die Brücke" și cea a fauviștilor din Paris s-a stabilit o comunicare, fără a putea totuși vorbi de o confundare, realitățile culturale specifice celor două centre punându-și amprenta asupra lor. Artiștii germani au rămas departe și de alte curente, cum ar fi cubismul, preocupat în special de formă. De altfel, în cronica retrospectivă din 1913, Kirchner scrie: „Neinfluențați de curentele actuale, Die Brücke luptă pentru o cultură umană, care este fundamentul artei adevărate. ”
În 1911 grupul se mută la Berlin. Risipirea lui, de fapt, începuse mai demult. În 1907 pleacă Nolde, în 1909 Bleyl, iar în 1912 părăsește grupul Pechstein. În 1913 grupul este desființat oficial, artiștii urmându-și fiecare propriul său drum. Dealtfel, între ei nu a existat decât o sudură afectivă, bazată și pe o ideologie comună la un moment dat, pentru că în creațiile lor, ei au rămas personalități artistice distincte.

## Membri ai grupuluiDie Brückeși durata apartenenței
- Ernst Ludwig Kirchner (1905–1913)
- Karl Schmidt-Rottluff (1905–1913)
- Fritz Bleyl (1905–1907)
- Erich Heckel (1905–1913)
- Max Pechstein (1906–1912)
- Emil Nolde (1906–1907)
- Otto Mueller (1910–1913)

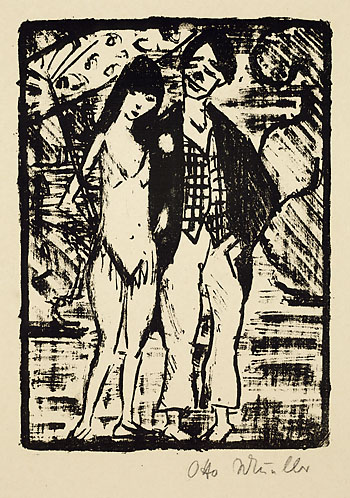
Otto Mueller: Zirkuspaar (pereche de circ). Circul a fost un motiv agreat de pictorii grupării.

Următorii artiști au fost incluși în grupare, dar nu sunt considerați ca aparținînd nucleului grupării datorită faptului că au conlucrat rar cu ceilalți membri și au participat la puține expoziții ale grupării:
- Cuno Amiet (1906–1913)
- Akseli Gallen-Kallela (1907–1908)
- Kees van Dongen (1908–1913)
- Franz Nölken (1908–1912)
- Bohumil Kubišta (1911–1913)